# Тінчжоу
Тінчжоу (кит. 汀州镇, пін. Tīngzhōu Zhèn) — містечко у КНР, адміністративний центр повіту Чантін провінції Фуцзянь.

## Географія
Тінчжоу розташовується на півночі префектури Лун'янь, лежить на річці Тін (басейн річки Хань, кит.: 韩江).

### Клімат
Містечко знаходиться у зоні, котра характеризується вологим субтропічним кліматом. Найтепліший місяць — липень із середньою температурою 28.3 °C (83 °F). Найхолодніший місяць — січень, із середньою температурою 7.2 °С (45 °F).
| Клімат Тінчжоу          | Клімат Тінчжоу | Клімат Тінчжоу | Клімат Тінчжоу | Клімат Тінчжоу | Клімат Тінчжоу | Клімат Тінчжоу | Клімат Тінчжоу | Клімат Тінчжоу | Клімат Тінчжоу | Клімат Тінчжоу | Клімат Тінчжоу | Клімат Тінчжоу | Клімат Тінчжоу |
| Показник                | Січ.           | Лют.           | Бер.           | Квіт.          | Трав.          | Черв.          | Лип.           | Серп.          | Вер.           | Жовт.          | Лист.          | Груд.          | Рік            |
| Абсолютний максимум, °C | 25             | 27             | 30             | 32             | 35             | 36             | 38             | 37             | 37             | 32             | 31             | 27             | 38             |
| Середній максимум, °C   | 13             | 16             | 18             | 23             | 27             | 30             | 33             | 32             | 31             | 26             | 21             | 16             | 23             |
| Середня температура, °C | 7              | 10             | 14             | 19             | 23             | 26             | 28             | 27             | 26             | 20             | 16             | 10             | 18             |
| Середній мінімум, °C    | 1              | 5              | 10             | 15             | 19             | 22             | 23             | 22             | 21             | 14             | 11             | 5              | 14             |
| Абсолютний мінімум, °C  | −7             | −2             | 1              | 2              | 7              | 18             | 20             | 17             | 16             | 3              | 2              | −2             | −7             |
| Норма опадів, мм        | 50             | 100            | 180            | 220            | 300            | 300            | 180            | 180            | 100            | 40             | 40             | 30             | 1770           |
| Днів з дощем            | 10             | 14             | 17             | 15             | 21             | 18             | 17             | 15             | 10             | 6              | 7              | 7              | 161            |
| Вологість повітря, %    | 61             | 73             | 76             | 77             | 79             | 84             | 78             | 76             | 79             | 73             | 79             | 73             | 76             |
| ----------------------- | -------------- | -------------- | -------------- | -------------- | -------------- | -------------- | -------------- | -------------- | -------------- | -------------- | -------------- | -------------- | -------------- |
| Джерело: Weatherbase    |                |                |                |                |                |                |                |                |                |                |                |                |                |